# Подлесиці (Малопольське воєводство)
Подлесиці (пол. Podlesice) — село в Польщі, у гміні Харшниця Меховського повіту Малопольського воєводства.
Населення — 418 осіб (2011).
У 1975-1998 роках село належало до Келецького воєводства.

## Демографія
Демографічна структура станом на 31 березня 2011 року:
|          | Загалом | Допрацездатний вік | Працездатний вік | Постпрацездатний вік |
| -------- | ------- | ------------------ | ---------------- | -------------------- |
| Чоловіки | 198     | 41                 | 131              | 26                   |
| Жінки    | 220     | 47                 | 117              | 56                   |
| Разом    | 418     | 88                 | 248              | 82                   |